# Asser Rig
 For alternative betydninger, se Asser.
Asser Rig Hvide (ca. 1078–1151) var en sjællandsk jarl og høvding. og søn af Skjalm Hvide (født 1045 – ca. 1113) og Signe Asbjørnsdatter (ca. 1050 – ca. 1096). Han omtaltes nogle gange som Asser Rig Skjalmsen Hvide. Han var en del af den mægtige Hvide-slægt.
Asser havde søskende Margrethe Skjalmsdatter Hvide (1073–1162); Cecilie Skjalmsdatter Hvide (ca. 1084 – 1161); Toke Skjalmsen Hvide (1085–1145); Sune Skjalmsen Hvide (ca. 1086 – ca. 1140) og Ebbe Skjalmsen Hvide af Knardrup (ca. 1090 – 1151).
Han knyttede venskab med Knud Lavard, hvis søn Valdemar den Store han senere blev fosterfader for.
Han var gift med Inger Eriksdatter.
Han ejede gården Fjenneslevlille ved Ringsted og byggede Fjenneslev Kirke - Asser Rig (Ryg) er begravet i Sorø kirke. Sammen med broderen Ebbe grundlagde han Sorø Kloster, et benediktinerkloster, hvor han levede sine sidste år som munk.
Asser Rig var far til Esbern Snare og Absalon, samt Ingefred Assersdatter (Hvide).